# Michael Andrew (musicien)
Pour les articles homonymes, voir Michael Andrew et Andrew.
Michael Andrew, né le 3 septembre 1965, est un chanteur et musicien de jazz.

## Biographie
Michael Andrew sort diplômé de l'université du Wisconsin à Eau Claire en 1987 et commence une carrière de chanteur de jazz pour Carnival Cruise Lines avant de se produire régulièrement au Rainbow Room de New York et de donner des concerts dans tous les États-Unis à la tête de son big band Swingerhead.
Au cinéma, il tient le rôle d'un chanteur dans les films Beautés empoisonnées (2001) et Bobby Jones, naissance d'une légende (2004), puis interprète une version de The Man with the Big Sombrero avec Samantha Shelton pour Inglourious Basterds (2009). En 2012, il interprète le rôle principal de la comédie musicale Docteur Jerry et Mister Love adaptée par Jerry Lewis de son propre film.